# Concílio de Clermont

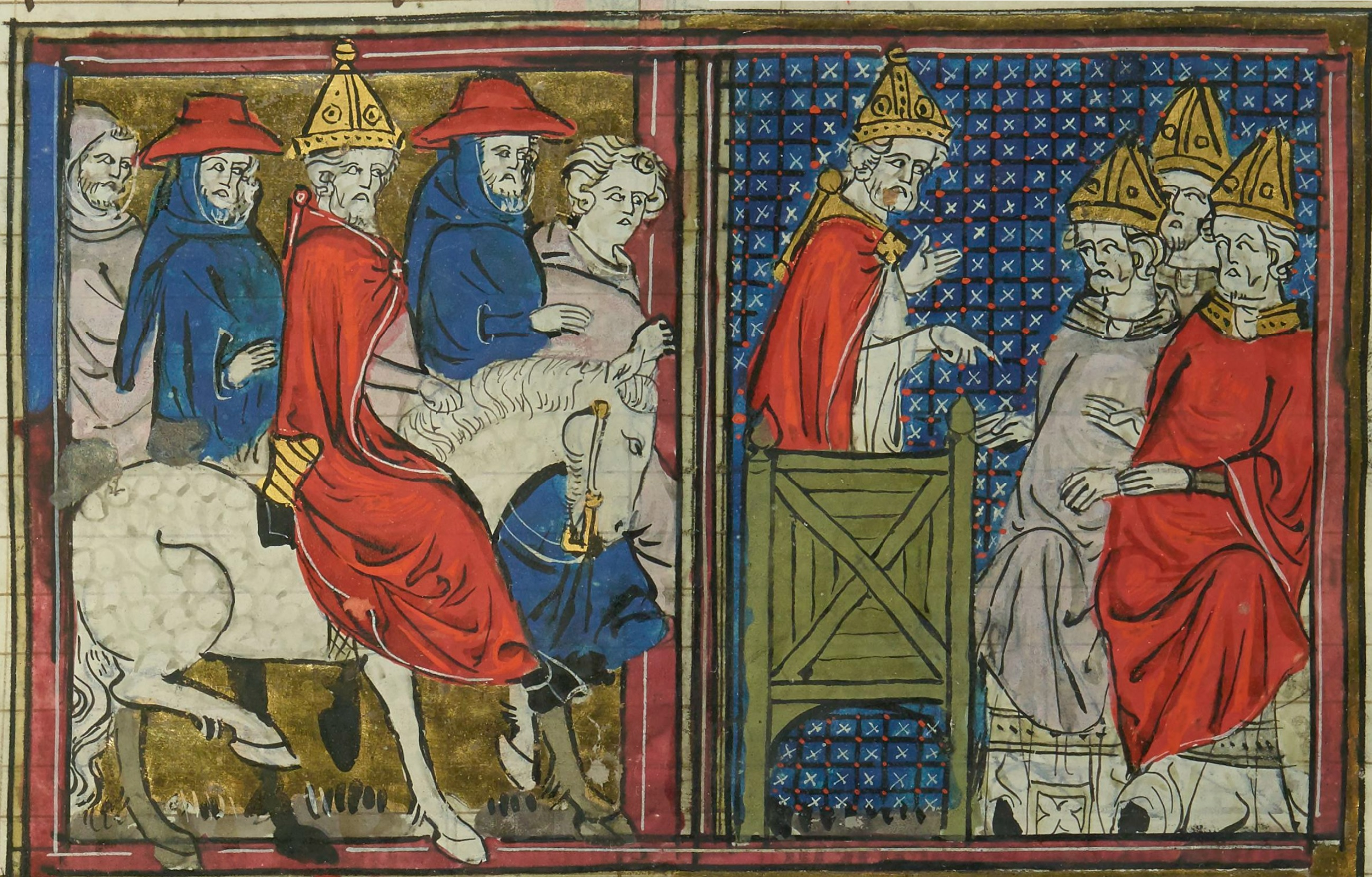
O Papa Urbano II, em gravura do século XIV

O Concílio de Clermont-Ferrand, inaugurado pelo Papa Urbano II em novembro de 1095, foi um concílio não-ecuménico ou sínodo católico que incluiu entre suas decisões a de conceder a indulgência plenária aos que fossem ao Oriente para defender os peregrinos, cujas viagens tornavam-se cada vez mais perigosas.

A repercussão popular da medida tornou-se patente quando o papa, ao anunciá-la, foi aclamado por uma multidão. Ao pregar e prometer a salvação a todos os que morressem em combate contra os pagãos (sendo a maior parte muçulmanos), o Papa Urbano II criou uma nova etapa da História e deu início às cruzadas. Com a campanha "salvação a todos os mortos em combate contra os infiéis", o Papa não estava só garantindo um grande exército, mas também um novo foco bélico às forças que se batiam em lutas internas perturbando a paz na Europa.